# Hans-Gunnar Axberger
Hans-Gunnar Axberger, född 11 juli 1952 i Danderyds församling i Stockholms län, är en svensk jurist och författare. Han är son till Gunnar Axberger.
Axberger disputerade 1984 vid Stockholms universitet på avhandingen Tryckfrihetens gränser. Han blev 2003 adjungerad professor i medierätt vid Stockholms universitet och är sedan 2015 professor i konstitutionell rätt vid Uppsala universitet. Han har varit byråchef på Brottsförebyggande rådet och var pressombudsman 1990–1992 samt justitieombudsman mellan februari 2008 och juli 2013. Åren 2011–2013 var han ordförande i en parlamentarisk kommitté som utredde det statliga presstödet. Hans bok Statsministermordet belönades med Stora fackbokspriset.

## Mordet på Olof Palme
Axberger var 1996–1999 ledamot och huvudsekreterare i den statliga Granskningskommissionen, om polisutredningen av mordet på statsminister Olof Palme. År 2022 utkom Axberger med boken Statsministermordet, där han skildrar mordutredningens historia. Han riktar kritik mot åklagare Krister Peterssons utpekande av den avlidne Stig Engström som misstänkt gärningsman. Hans ambition med boken var "[inte att söka] svaret på vem gärningsmannen var utan skälet till att vi aldrig funnit det".

## Justitieombudsman
Efter sin tid som Justitieombudsman 2008–2013 drog Axberger slutsatsen att offentlighetsprincipen generellt fungerar som den ska men att han gjorde en nedslående erfarenhet i några granskningar av regeringskansliet. Han sade att "Dels hade man tagit sig uppseendeväckande friheter i förhållande till regelverket, för att inte tala om värdegrunden, och dels så ansåg man inte att man hade gjort några fel. Attityden var, måste jag nog tyvärr säga, arrogant och den liknade ingenting annat som jag stötte på under mina JO-år från andra myndigheter".

## Riksrevisionsaffären
Riksrevisor Margareta Åberg beslöt den 10 juli 2016 med hänvisning till Dagens Nyheters granskning att ge Axberger i uppdrag att "utreda om det har funnits några formella fel och brister i hanteringen och ledningen av det förändringsarbete som genomförts vid Riksrevisionen det senaste året".

## Utmärkelser och priser
- H. M. Konungens medalj i guld av 12:e storleken (Kon:sGM12, 2018) för betydande insatser inom juridik och svensk statsförvaltning[10]